# Блажевич, Леонид Антонович
Леонид Антонович Блажевич (19.03.1921 — 06.03.1945) — разведчик взвода пешей разведки 125-го стрелкового полка гвардии ефрейтор — на момент представления к награждению орденом Славы 1-й степени.

## Биография
Родился в 1921 году на хуторе Дергелёво, Пиедруйской волости Даугавпилсского уезда Латвии. Поляк. Образование неполное среднее. Крестьянствовал. В начале войны вместе с семьей был эвакуирован в город Козловка Чувашской АССР, где работал на заводе строительных деталей.
В марте 1942 года был призван в Красную Армию Козловским райвоенкоматом. С мая того же года участвовал в боях с захватчиками на Северо-Западном фронте. Боевой путь начала стрелком в 349-го стрелкового полка 26-й стрелковой дивизии. Был ранен. В июне 1943 года, за мужественные действия в составе дивизионной разведки, награждён орденом Отечественной войны 2-й степени. В дальнейшем воевал в составе взвода пешей разведки 125-го стрелкового полка 43-й гвардейской Латышской стрелковой дивизии. Член ВКП(б) с 1945 года.
В ходе наступления на рижском направлении 9 августа 1944 года гвардии ефрейтор Блажевич, находясь в группе захвата, одним из первых ворвался в расположение противника в районе железнодорожной станции Межаре и лично сразил до 10 вражеских солдат. Участвовал в захвате 2 «языков».
Приказом от 8 августа 1944 года гвардии ефрейтор Блажевич Леонид Антонович награждён орденом Славы 3-й степени.
В период боев с 1 сентября по 1 ноябре 1944 года гвардии ефрейтор Блажевич совершил вместе с другими разведчиками несколько рейдов в тыл противника, участвовал в захвате «языка», добыл ценные данные о дислокации живой силы и боевой техники. Участвуя в схватках с неприятелем в районе города Тукумс, лично истребил до 10 противников.
Приказом от 31 января 1945 года гвардии ефрейтор Блажевич Леонид Антонович награждён орденом Славы 2-й степени.
В боях по блокированию курляндской группировки войск противника 6 марта 1945 года в схватке с врагом на хуторе Зилес увлек бойцов в штыковую атаку, подавил противотанковой гранатой пулеметную точку, лично уничтожил около 10 фашистов. В этом бою погиб.
Похоронен на воинском кладбище на окраине хутора Биюкрогс, волости Блидене Салдусского района Латвии. На могиле установлен обелиск.
Указом Президиума Верховного Совета СССР от 29 июня 1945 года за образцовое выполнение заданий командования в боях с захватчиками на завершающем этапе Великой Отечественной войны гвардии ефрейтор Блажевич Леонид Антонович награждён орденом Славы 1-й степени. Стал полным кавалером ордена Славы.
Награждён орденами Отечественной войны 2-й степени, Славы 3-х степеней.